# Museu de les Tres Glans
Museu de les Tres Glans (en luxemburgués: Musée Dräi Eechelen) és un museu situat en el barri de Kirchberg de la ciutat de Luxemburg en el Gran Ducat de Luxemburg. Inaugurat al juliol de 2012 i instal·lat al completament restaurat Fort Thüngen del segle xviii, la seva exposició permanent contempla la història de Luxemburg des de 1443 a 1903.

## Història
El museu està ubicat al restaurat Fort Thüngen, construït pels austríacs el 1732 per reforçar la fortalesa de Luxemburg. Durant els anys 1836-1859-1860, va ser ampliat pels prussians que formen part de les defenses exteriors conegudes com el Front Grünewald. Com a conseqüència del Tractat de Londres de 1867, la major part de l'edifici va ser demolit, deixant les seves tres torres arrodonides, col·loquialment conegudes com a Dräi Eechelen que significa «Les Tres Glands».
El 1996, les autoritats de Luxemburg van aprovar el desenvolupament d'un denominat Musée de la Forteresse (Museu de la Fortalesa) a Fort Thüngen amb la fi de "«il·lustrar i explicar la naturalesa de la fortalesa de Luxemburg pel que fa a la història de la ciutat, el desenvolupament territorial del país i la identitat cultural de la nació».
El museu forma part del Museu Nacional d'Història i d'Art de Luxemburg.

## Exposició permanent
Uns 600 objectes en l'exposició permanent il·lustren la història de la ciutat i del país de Luxemburg des de la conquesta dels borgonyons el 1443 fins a la construcció del Pont Adolphe en 1903. S'exhibeixen en una sèrie de casamates -o galeries subterrànies-, sis de les quals cobreixen períodes específics de la fortalesa medieval (1443-1643) fins al desenvolupament de la ciutat (1883 a 1903). Altres dues casamates alberguen una sala multimèdia i una sèrie de fotografies que il·lustren la ciutat i la fortalesa al segle xix.
Amb les seves galeries i passadissos subterranis, l'edifici en si és una part important de l'exposició permanent. S'ha restaurat per reflectir l'última fase de la seva expansió inicial del 1837.